# Escola de Administração da Universidade Federal da Bahia
A Escola de Administração da Universidade Federal da Bahia (EAUFBA) é uma das unidades de ensino que integram o Campus do Canela da UFBA na cidade de Salvador, capital do estado brasileiro da Bahia, fundado no ano de 1959, e situada no Vale do Canela.
Formada pelos cursos de graduação em Administração, em Secretariado Executivo e em Gestão Pública, extensão, além de cursos de Pós-Graduação como especializações, mestrados profissionais e acadêmicos e doutorado.

## História
A Escola foi composta inicialmente por professores estadunidenses ou brasileiros formados nos Estados Unidos da América e que lecionavam em Harvard, sendo a unidade pioneira no estado da Bahia e no Nordeste na formação de programas modernizadores da administração.

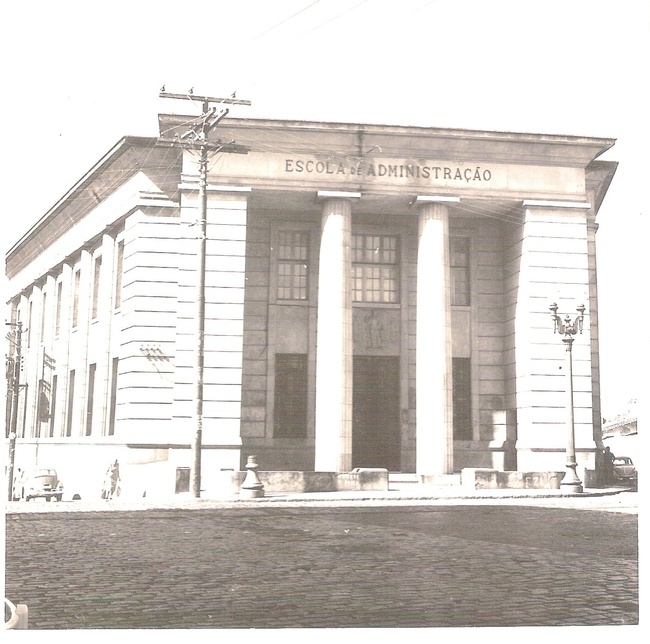
Sede da Escola de Administração na Piedade

"O compromisso com a qualificação de ponta acompanha a Escola desde sua criação. A EAUFBA contou com o suporte de um programa internacional de cooperação científica e técnica, que conjugava a vinda de professores norte-americanos a Salvador, com formação acadêmica estratégica, em nível de mestrado, daqueles que seriam os futuros docentes brasileiros. Os profissionais locais realizaram intercâmbio nos Estados Unidos – Califórnia e Michigan - em centros de estudos avançados nas áreas de Administração Pública e de Empresas."
Nos anos 1970 atuou na modernização das administrações públicas da região, e ainda na instalação do Centro Industrial de Aratu e no Pólo Petroquímico de Camaçari. Assim, desde a sua criação, a escola pôde contar com um corpo docente de alta qualificação, o que lhe permite oferecer um ensino de elevado nível e atuar, pioneiramente em programas de modernização administrativa no Estado e na região Nordeste.
Na década de 70, o corpo docente da escola teve destacada atuação na implantação de Reformas Administrativas estaduais e municipais em todo o Nordeste, bem como no apoio à implantação do Centro Industrial de Aratu e ao Pólo Petroquímico de Camaçari.
A Escola de Administração desfruta de um grande prestígio no âmbito regional e nacional como principal centro acadêmico na área de Administração no Nordeste, colaborando com a atuação direta de seus professores ou com a formação de profissionais altamente qualificados, nas mudanças e melhorias das práticas administrativas e gerenciais das instituições públicas e privadas. O binômio ensino de qualidade e assessoramento técnico voltado para o aperfeiçoamento das instituições e da sociedade marca a atuação da Escola desde a sua criação.
Na década seguinte, passa a atuar também na pós-graduação e pesquisa. Em 1989, com apoio da Fundação Getúlio Vargas, estudantes do curso fundam a Empresa Júnior, com objetivo de dotar de conhecimentos práticos a todos os universitários.
Atualmente a Escola oferece em nível de graduação os cursos de Bacharelado em Administração e de Secretariado Executivo, e também no curso tecnólogo Gestão Pública . 
O curso de Bacharelado em Administração obteve conceito A na última avaliação do Provão. Os cursos oferecidos em nível de pós- graduação - Doutorado, Mestrado Acadêmico, Mestrado Profissional, vêm mantendo conceito máximo da área na avaliação CAPES, desde 1993, situando-se entre os melhores do País.

## Ex-alunos
Dentre os seus ex-alunos destacam-se:
- O cantor, compositor e político, ex-Ministro da Cultura Gilberto Gil, que cursou a Escola entre os anos 1961-64[4]
- O empresário e político Antônio Carlos Magalhães Júnior, também professor da Escola;
- O empresário e publicitário Nizan Guanaes, apontado pelo Financial Times numa reportagem (junho 2010) como um dos cinco brasileiros mais influentes.

## Professores e ex-professores
A Escola de Administração da UFBA teve em seu corpo docente grandes nomes da administração pública e empresarial da Bahia, entre eles:
- Antônio Carlos Magalhães Júnior, Presidente da Rede Bahia e Senador da República (desde 2003);
- Eraldo Tinoco, Deputado Federal por 5 mandatos, Secretário da Educação e Cultura da Bahia (1979 - 1982), Secretário da Educação da Bahia no governo de César Borges (1999 - 2002), por 2 vezes Ministro da Educação (Governo Sarney e Governo Collor), vice-governador da Bahia e Secretário do Planejamento da Bahia.
- Carlos Milani, formado pelo Instituto Rio Branco, foi funcionário internacional da UNESCO junto ao Setor de Ciências Sociais e Humanas (Paris, 1995-2002), professor no IEP de Paris (1997-2002) e professor convidado em várias universidades (Montreal, Colima, UFRGS, UCM, IEP/Paris);
- Edilson Souto Freire, ex-secretário de Administração do Estado da Bahia;
- Marcus Alban, pesquisador, parecerista da RAC (Revista de Administração Contemporânea) e da O&S - Organizações e Sociedade, membro da câmara de assessoramento da Fundação de Amparo à Pesquisa do Estado da Bahia (FAPESB), foi Diretor Presidente da Secretaria de Planejamento Ciência e Tecnologia da Bahia, Diretor da Divisão de Estudos e Pesquisas Secretaria de Indústria Comércio e Turismo da Bahia;
- Francisco Teixeira, consultor da CAPES e do CNPq.
- João Eurico Matta, professor de julho de 1962 até 1992. Foi um dos primeiros professores da EAUFBA e Administrador registrado no Conselho Regional de Administração da Bahia. Autor de diversos livros, entre eles: Escola de Administração: vinte anos de história institucional. Salvador: UFBA – Escola de Administração/Gráfica Banco Econômico, 1979.
- João Ubaldo Ribeiro; escritor
- Lafayette de Azevedo Pondé, professor e reitor da Universidade Federal da Bahia.
- Renata Prosérpio, professora, Secretária de Educação do Estado da Bahia (2003-2006)